# Anselm Opitius Adornes
Anselm Opitius Adornes (Brugge, 1569 - 14 november 1610) was burgemeester van Brugge.

## Levensloop
Anselm Opitius Adornes was de enige zoon van Jacob Adornes van Ronsele en Françoise van Belle.
Hij trouwde met Anna van Brakel (†1636). Het huwelijkscontract werd ondertekend op 1 april 1594. Hij was toen net vijfentwintig en juridisch meerderjarig geworden. Tot dan was hij onder de voogdij van een paar familieleden die zijn vermogen beheerden en geconfronteerd werden met de eisen van de weduwe van Jacob Adornes die een groter aandeel eiste in het erfdeel van haar man.
Anselm en zijn vrouw hadden minstens zeven kinderen:
- Joris Adornes (1595)
- Joris-Lambert (1596-1635) x Isabelle de Beer , xx Jenne de Haynin
- François (1597-1600)
- Anna Françoise x Gerard de Draeck
- Pieter (1599-1662) x Marie-Agnes de Beer
- Jacques-Anselm (1602-1688) x Maria-Magdalena van Coornuyze
- Karel-Filips (1604).

Joris-Lambert, Pieter en Jacques-Anselm hebben nakomelingen gehad.
Anselm was weldoener van het kartuizerklooster Genadedal in de Langestraat.
Hij was een vriend van Justus Lipsius en Janus Lernutius.
Onder Albrecht en Isabella werd hij tot ridder geslagen.
Het echtpaar werd begraven in de Jeruzalemkerk, en een monument werd ter hunner nagedachtenis opgericht, dat er zich nog steeds bevindt.

## Brugs stadsbestuur
Het is pas in de tien laatste jaren van zijn leven, toen hij de dertig voorbij was, dat Anselm Opitius ambten in het Brugse stadsbestuur bekleedde, als volgt:
- Schepen in 1600-02, 1604-05.
- Burgemeester van de raadsleden in 1602-03, 1603-04, 1608-09, 1609-10.
- Burgemeester van de schepenen in 1605-06, 1606-07.
- Raadslid in 1610: hij had pas deze functie opgenomen toen hij stierf.

Anselm was pas de veertig voorbij toen hij stierf en het is waarschijnlijk dat hierdoor een veelbelovende carrière vroegtijdig werd afgebroken.

## Werk
Anselm Adornes was een Neolatijns dichter. Van zijn vele gedichten werd een klein gedeelte in druk uitgegeven.